# Virtus Verona
El Virtus Verona es un club de fútbol de Italia, con sede en Verona, en la región del Véneto. Fue fundado en 1921 y compite en la Serie C, tercera categoría del fútbol italiano.

## Historia
Fue fundado en el año 1921 con el nombre Virtus Verona en el barrio Borgo Venezia de Verona; por lo tanto, es el tercer equipo de esta ciudad, por detrás del Hellas Verona y del Chievo Verona, los cuales han participado en la Serie A durante varias temporadas.
El club tiene la curiosidad de que su presidente, Luigi Fresco, es también su entrenador, el cual dirige al club desde 1982.
Ascendieron al nivel profesional por primera vez en la temporada 2012/13 tras ganar el Play-Off nacional, luego de quedar en la cuarta posición en el grupo C de la Serie D.
En la temporada 2018-19 participó en la Serie C, la tercera división italiana, por primera vez en su historia. Al finalizar en 19° lugar, descendió a la Serie D tras perder los play-outs, pero fue posteriormente readmitido a la Serie C. 

## Aficionados
Los aficionados del club se distinguen por su tendencia antifascista e izquierdista. El grupo, fundado en 2006, mantiene vínculos amistosos con otras agrupaciones de aficionados de ideas afines en diversos países, entre las cuales se incluyen: Livorno, Ternana, Cosenza, Lanciotto, Celtic Glasgow, Wrexham, Olympique Marseille, Rayo Vallecano, FC St. Pauli, RSV Goettingen 05, TSV 1860 Múnich y Bubi Merano (futsal).